# نور الأمين
نور الأمين (ولد في 15 يوليو 1893، توفي في 2 أكتوبر 1974)، باكستاني الأصل.

درس في المرحلة الابتدائية في باكستان واستأنف دراساته الجامعية في الجامعة الهندية
شغل منصب رئيس الوزراء في باكستان من فترة 17/12/1971 إلى 20/12/1971 . 

## روابط خارجية
- نور الأمين على موقع مونزينجر (الألمانية)